# Schänzlekopf
Der Schänzlekopf ist ein 2070 m ü. NHN hoher Berg in den Allgäuer Alpen.

## Lage und Umgebung
Er liegt im Rauhhornzug südwestlich der Schänzlespitze und östlich des Notländsattels.

## Besteigung
Auf den Schänzlekopf führt kein markierter Weg. Er kann vom Jubiläumsweg unschwierig erreicht werden. Der Gipfel hat touristisch keine Bedeutung.

## Namensherkunft
Eine erste Erwähnung des Berges erfolgte im Jahr 1844 als Weilands = Eck oder Nothländ in einer Grenzbeschreibung. Der heutige Name des Berges leitet sich von einer Form der Grenzbefestigung ab, der Schanze. Eine solche war zwischen Schänzlekopf und Schänzlespitze im Zuge von Grenzstreitigkeiten errichtet worden.
Davor hatten die Berge neben „Weilandseck“ vermutlich auch Alpatinspitzen oder Berengachtspitzen geheißen.

## Bilder

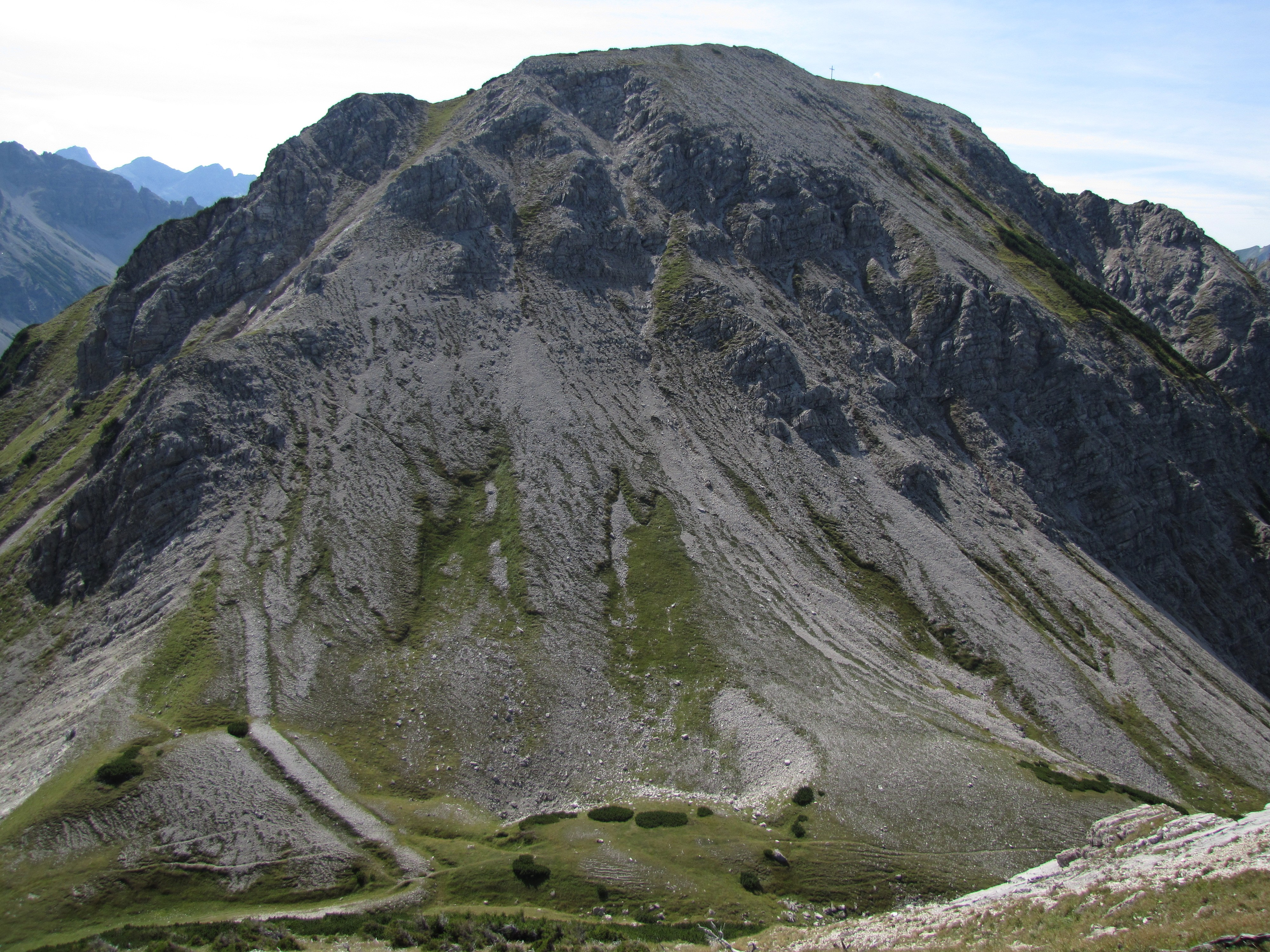
Nordseite mit Schanzanlagen
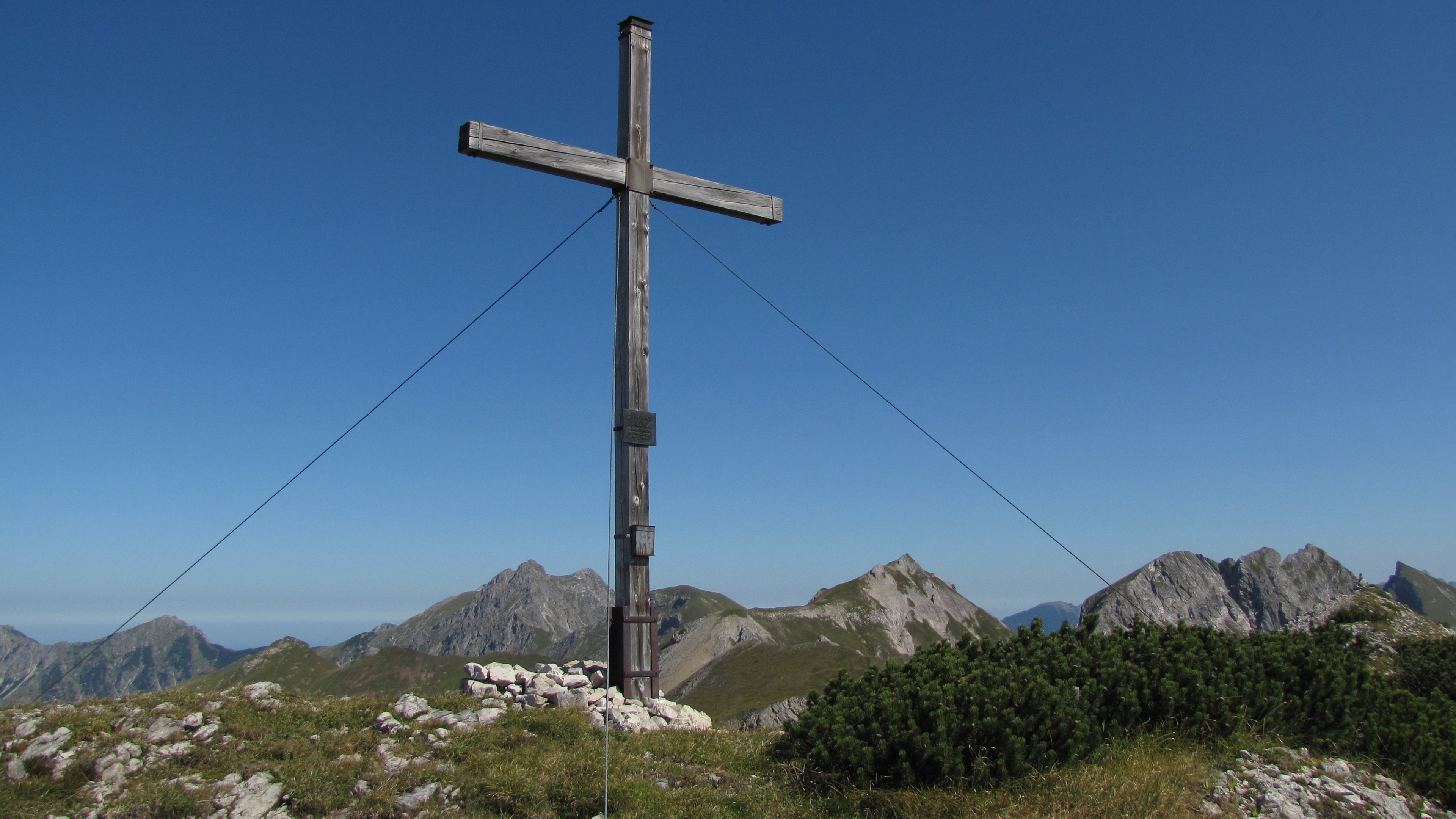
Gipfelkreuz
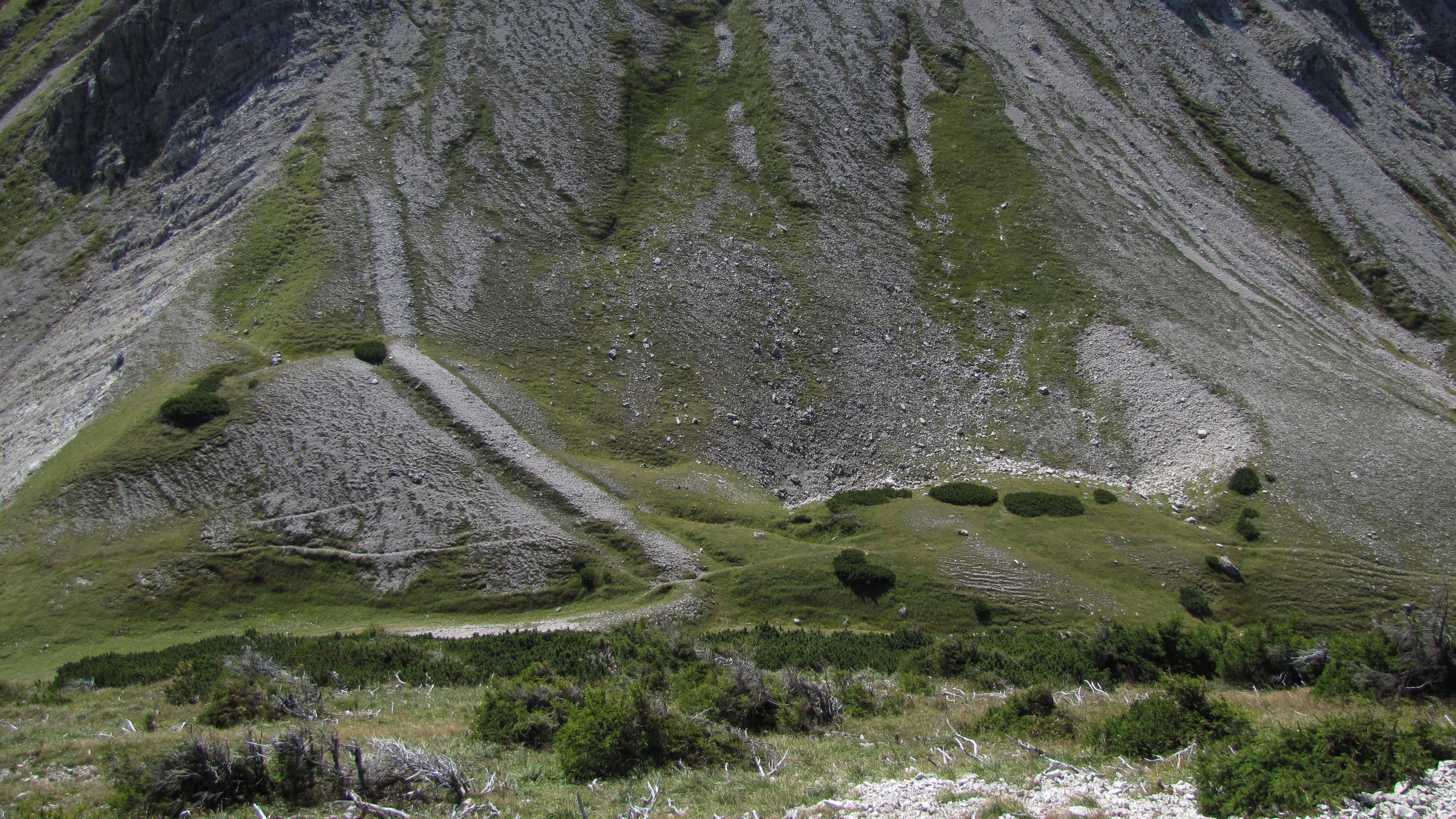
Schanzanlagen an der Nordflanke